# Marie-Émile Boismard
Marie-Émile Boismard, de nom de naixement Claude Boismard (14 de desembre de 1916, Seiches-sur-le-Loir, França - † 23 d'abril de 2004) fou un frare dominic francès, exegeta il·lustre de l'Escola bíblica i arqueològica francesa de Jerusalem.
Obtingué la llicenciatura en teologia a Le Saulchoir, París, i en ciències bíbliques a Roma. Fou professor de Nou Testament a l'Escola Bíblica de Jeursalem del 1948 al 1950, després a la facultat de teologia de la Universitat de Friburg (Suïssa) del 1950 al 1953 i de nou a la de Jerusalem del 1953 al 1993.
Participà en l'elaboració de la Bíblia de Jerusalem com a traductor, col·laborant també com exegeta en les introduccions i comentaris a diferents llibres.
Fou responsable de l'elaboració de noves hipòtesis en relació amb el problema sinòptic, els escrits joànics, qüestions del llibre dels Fets dels Apòstols i del text de l'Apocalipsi, a més de les seves anàlisis sobre l'origen del Còdex Bezae i sobre el presumpte martiri de Joan l'Apòstol.

## Obres
- L'Apocalypse (La Sainte Bible traduite en français sous la direction de l'École biblique de Jérusalem), Paris, Éd. du Cerf, 1950.
- Le Prologue de saint, Paris, Éd. du Cerf, «Lectio Divina» 11, 1953.
- Du Baptême à Cana (Jean 1,19-2,11), Paris, Éd. du Cerf, «Lectio Divina» 18, 1956.
- Quatre hymnes baptismales dans la première épître de Pierre, Paris, Éd. du Cerf, «Lectio Divina» 30, 1961.
- Synopse des quatre évangiles en français avec parallèles des apocryphes et des Pères, vol. I, Textes, avec P. Benoit, Paris, Éd. du Cerf, 1965.
- Synopse des quatre évangiles en français, vol. II, Commentaire, avec P. Benoit, A. Lamouille et P. Sandevoir, Paris, Éd. du Cerf, 1972.
- Synopse des quatre évangiles en français, vol. III, L'évangile de Jean, avec A. Lamouille et G. Rochais, Paris, Éd. du Cerf, 1977.
- La Vie des Évangiles. Initiation à la critique des textes, avec A. Lamouille, Paris, Éd. du Cerf, 1980.
- Le Texte occidental des Actes des apôtres. Reconstitution et réhabilitation, (2 vol.) (Synthèse 17), avec A. Lamouille, Paris, Éd. Recherche sur les civilisations, 1984. Édition nouvelle entièrement refondue (Études bibliques NS 40), Paris, J. Gabalda, 2000.
- Synopsis Graeca Quattuor Evangeliorum, avec A. Lamouille, Leuven-Paris, Peeters, 1986.
- Moïse ou Jésus. Essai de christologie johannique (BETL, 86), Leuven, University Press-Peeters, 1988.
- Les Actes des deux apôtres (3 vol.) avec A. Lamouille (Études bibliques 12-14), Paris, J. Gabalda, 1989.
- Un évangile pré-johannique (F. vol. I [Jean 1,1-2,12] en 2 tomes, avec Arnaud Lamouille, Paris, Gabalda [Études Bibliques, n.s. 17-18], 1993; vol. II [Jean 2,13-4,54] en 2 tomes, Paris, Gabalda [Études Bibliques n.s. 24-25], 1994; vol. III).
- L'évangile de Marc. Sa préhistoire (F. Paris, Gabalda [Études Bibliques n.s. 26], 1994).
- Faut-il encore parler de « résurrection »? (F. Paris, Cerf, 1995)
- Jésus, un homme de Nazareth, raconté par Marc l'évangéliste, Éd. du Cerf, 1996.
- Le martyre de Jean l'apôtre (CRB 35), Paris, Gabalda, 1996.
- L'Évangile de l'enfance (Luc 1 - 2) selon le proto-Luc (Études bibliques 35), Paris, J. Gabalda, 1997.
- En quête du proto-Luc (Études bibliques 37), Paris, J. Gabalda, 1997.
- À l'aube du christianisme. Avant la naissance des dogmes (Théologie), Paris, Cerf, 1998.
- Critique textuelle ou critique littéraire? Jean 7,1-51 (CRB 40), Paris, J. Gabalda, 1998.
- La lettre de saint Paul aux Laodicéens retrouvée et commentée (CRB 42), Paris, Gabalda, 1999.
- L'énigme de la lettre aux Éphésiens (Études bibliques NS 39), Paris, J. Gabalda, 1999.
- Le baptême selon le Nouveau Testament (Théologies), Paris, Le Cerf, 2001.
- Comment Luc a remanié l'évangile de Jean (CRB 51), Paris, J. Gabalda, 2001.
- L'évangile selon Matthieu, d'après un papyrus de la collection Schøyen. Analyses littéraires (CRB 55), Paris, Gabalda, 2003.